# A Broken Frame
A Broken Frame je druhé studiové album Depeche Mode, vydané 27. září 1982. Tato nahrávka byla již vytvořena bez účasti Vince Clarka, a to po jeho odchodu ze skupiny, který následoval po evropském turné. Vytvořil poté vlastní hudební skupinu s názvem Yazoo se zpěvačkou Alison Moyetovou. Alan Wilder nahradil Vince Clarka na druhém turné, které se odehrálo ještě před vydáním tohoto alba, oficiálním členem kapely se stal až později.
Po vydání A Broken Frame Depeche Mode vyrazili na svoje první celosvětové turné, na kterém navštívili Severní Ameriku, Evropu a Dálný východ. Předtím pořádali turné v Anglii, Evropě, ale také v USA.

## Seznam skladeb
Všechny skladby složil Martin Gore.
| Pořadí | Název                                                    | Délka |
| ------ | -------------------------------------------------------- | ----- |
| 1.     | Leave in Silence                                         | 6:28  |
| 2.     | My Secret Garden                                         | 4:45  |
| 3.     | Monument                                                 | 3:14  |
| 4.     | Nothing to Fear (instrumentální)                         | 4:16  |
| 5.     | See You                                                  | 4:35  |
| 6.     | Satellite                                                | 4:40  |
| 7.     | The Meaning of Love                                      | 3:06  |
| 8.     | Further Excerpts From: My Secret Garden (instrumentální) | 4:20  |
| 9.     | A Photograph of You                                      | 3:04  |
| 10.    | Shouldn't Have Done That                                 | 3:10  |
| 11.    | The Sun & The Rainfall                                   | 5:02  |

- Originální anglická verze neobsahovala „Further Excerpts From: My Secret Garden a Leave in Silence“ (4:48). „Leave in Silence“ z edice vydané v USA je singlová verze skladby „Longer“, ačkoli tak nebyla popsána.

## Singly
1. „See You“ (29. ledna 1982)
2. „The Meaning of Love“ (26. dubna 1982)
3. „Leave in Silence“ (16. srpna 1982)

## Účast na albu
- Depeche Mode se skládal z těchto členů:
  - David Gahan
  - Martin Gore
  - Andrew Fletcher
- Produkce: Depeche Mode a Daniel Miller
- Technika: John Fryer a Eric Radcliffe
- Nahráno v Blackwing Studios, Londýn
- CDD Pre-Mastering: WCI Record Group
- Fotografie: Brian Griffin
- Design: Martyn Atkins
- Umělecké písmo: Ching Ching Lee
- Návrh oblečení: Jacqui Frye
- Vydavatelství: Mute Records
- Distributor: Warner Music
- Vydavatelství v USA: Sire Records